# 359426 Lacks
359426 Lacks è un asteroide della fascia principale. Scoperto nel 2010, presenta un'orbita caratterizzata da un semiasse maggiore pari a 3,1633786 UA e da un'eccentricità di 0,1018194, inclinata di 8,03878° rispetto all'eclittica.